# ディンダー川

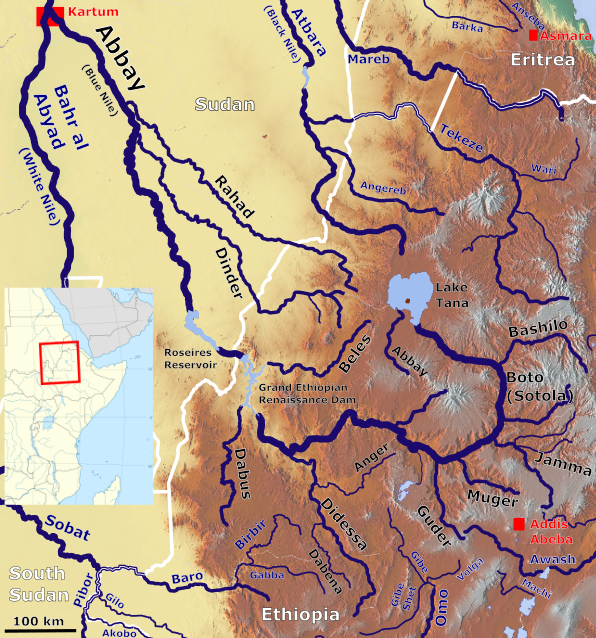
ディンダー川一帯の地図。ディンダー川は中央部から北西側へ流れる。

ディンダー川（ディンダーがわ、Dinder River）は、青ナイル川の支流である。エチオピアとスーダン間の480kmを流れる。

## 流路
ディンダー川は、エチオピア高原に発する。タナ湖西のエチオピアのアレファ地区から流れだし、北西へと流れて高原を出るとスーダンのセンナール州の平野を流れる。センナールの都市部を蛇行し、青ナイル川へと合流する。すぐ北側にはラハド川が並行している。

## 自然
ディンダーの南から広がるディンダー国立公園は、川の名前から名づけられた。水域は、リカオンの生息域であったが、人口の増加と保護の必要性が認識されていなかったことにより、現在では地域的に絶滅されたとされている。また、コリガムダマリスクス（亜種のティアンダマリスクス）、ボホールリードバック、ウォーターバック、ローンアンテロープ、オリビ、イボイノシシ、アフリカスイギュウ、アヌビスヒヒ、ベルベットモンキー、グリベットモンキーが生息しており、一部の地域にはクーズー、コリンガゼルも見られる。1979年に生物圏保護区に指定され、2005年にラムサール条約に登録された。